# Grandicrepidula collinae
Grandicrepidula collinae är en snäckart som beskrevs av B.A. Marshall 2003. Grandicrepidula collinae ingår i släktet Grandicrepidula och familjen toffelsnäckor. Inga underarter finns listade i Catalogue of Life.